# Martinska Ves
Martinska Ves es un municipio de Croacia en el condado de Sisak-Moslavina.

## Geografía
Se encuentra a una altitud de 96 m s. n. m. a 59,9 km de la capital nacional, Zagreb.

## Demografía
En el censo 2011, el total de población del municipio fue de 3501 habitantes, distribuidos en las siguientes localidades:
- Bok Palanječki - 138
- Desni Dubrovčak - 115
- Desno Trebarjevo - 336
- Desno Željezno - 170
- Jezero Posavsko - 72
- Lijeva Luka - 232
- Lijevo Trebarjevo - 59
- Lijevo Željezno - 9
- Ljubljanica - 31
- Mahovo - 275
- Martinska Ves - 683
- Setuš - 156
- Strelečko - 537
- Tišina Erdedska - 309
- Tišina Kaptolska - 260
- Žirčica - 119